# Shyam Nandan Mishra
Shyam Nandan Mishra (ur. 20 października 1920 w Patnie, zm. 25 października 2004 w Patnie) – indyjski polityk. Minister spraw zagranicznych w rządzie premiera Charana Singha 1979-1980, wieloletni parlamentarzysta.

## Życiorys
W młodości był aktywistą na rzecz niepodległości Indii, znajdujących się wówczas pod brytyjskim panowaniem: współpracował z wieloma organizacjami i redagował niepodległościowe gazety.
Był członkiem Indyjskiego Kongresu Narodowego i bliskim współpracownikiem Jawaharlala Nehru – sprawował funkcję jego sekretarza parlamentarnego w latach 1951-1952.
Zasiadał w Zgromadzeniu Konstytucyjnym (1950-1952), a następnie w parlamencie – w pierwszej, drugiej, piątej i szóstej kadencji izby niższej Lok Sabha (1952-1962 oraz 1971-1980). Z kolei w latach 1962-1971 zasiadał w izbie wyższej indyjskiego parlamentu Rajya Sabha, jako przedstawiciel rodzinnego stanu Bihar.
W latach 1954–1962 kierował pracami agencji rządowej Planning Commission (Komisji Planowania).
Był jednym z przywódców buntu partyjnego w Indyjskim Kongresie Narodowym w 1975. W czasie stanu wyjątkowego został wraz z Atalem Bihari Vajpayeem i L.K. Advanim na krótko aresztowany.
Dołączył do Janata Party (Secular) i z jej ramienia pełnił funkcję ministra spraw zagranicznych od 28 lipca 1979 do 14 stycznia 1980.
Zmarł na zawał serca 25 października 2004.